# Rutland Boughton
Rutland Boughton (* 23. Januar 1878 in Aylesbury (Buckinghamshire); † 25. Januar 1960 in London) war ein englischer Komponist.

## Leben
Boughton wurde als Sohn eines Kaufmanns in einfachen Verhältnissen geboren. Obwohl er früh musikalische Begabung zeigte, war aus finanziellen Gründen keine entsprechende Ausbildung möglich. 1892 kam er als Lehrling an eine Londoner Konzertagentur. Als Autodidakt erregte er mit seinen Kompositionen Aufmerksamkeit und kam in den Genuss eines Stipendiums, das ihm 1898 bis 1901 ein Studium am Royal College of Music in London bei Charles Villiers Stanford und Henry Walford Davies (1869–1941) ermöglichte. 
1902 bis 1904 arbeitete Boughton am Haymarket Theatre. 1905 erhielt er eine Stelle am Midland Institute of Music in Birmingham, das von Granville Bantock geleitet wurde. Gemeinsam mit dem Schriftsteller Reginald Buckley setzte er sich mit der Schrift The Music Drama of the Future für ein „britisches Bayreuth“ ein, das auf Zusammenarbeit nach sozialistischen Prinzipien beruhen sollte. 1914 begründete er mit der Uraufführung der Oper The Immortal Hour Festspiele in Glastonbury. Diese sollten sich vorwiegend Musikdramen aus der Welt um König Artus widmen, der der Sage nach dort begraben ist. 1922 erlebte The Immortal Hour mit großem Erfolg ihre Londoner Premiere. 1926 kam es zur Auflösung seines Festspielensembles. Boughton zog sich 1927 auf ein kleinbäuerliches Anwesen in Gloucestershire zurück und bestritt seinen Lebensunterhalt als Landwirt. Daneben komponierte er, betätigte sich politisch und dirigierte die London Labour Choral Union. Versuche, 1934 in Stroud bzw. 1935 in Bath neue Festspiele zu initiieren, blieben erfolglos.

## Werk
Die Musik von Boughton ist melodiös und steht in der tonalen Tradition der englischen Spätromantik; gelegentliche Anklänge an Edward Elgar sind spürbar.
Im Zentrum von Boughtons Schaffen stand die Oper. Dabei orientierte er sich an Richard Wagner, erweiterte aber den Anteil des Chores, und bezeichnete seine Bühnenwerke als "Choral Dramas". Zwischen 1908 und 1945 befasste er sich mit einem Zyklus von fünf Musikdramen über die Artussage. 1909 war die erste Oper The Birth of Arthur or Uther and Igraine abgeschlossen. 1916 folgte mit The Round Table der zweite Teil, der 1916 als erstes Werk des Zyklus in Glastonbury uraufgeführt wurde. Agincourt (1918), Alkestis (Glastonbury 1922); The Queen of Cornwall (ebd. 1924), The ever Young (1928). 18 Jahre später kam der dritte Teil The Lily Maid (Stroud, 1934) zur Aufführung; die beiden letzten Teile Galahad und Avalon entstanden 1943–45, Boughton erlebte aber deren Uraufführung nicht mehr.
Daneben schrieb Boughton drei Sinfonien (die erste zog er später zurück), Solokonzerte, Kammermusik, Chorwerke und Lieder.

## Diskografie
- 1983 'The immortal hour' (Label Hyperion Records)
- 1988 3. Sinfonie + Konzert für Oboe und Streicher (Die gleiche Aufnahme wurde später als CD des Zweitlabels 'Helios' veröffentlicht).[1]
- 2000 Konzert für Streichorchester + Konzert für Flöte und Streicher D-Dur + Aylesbury Games + 3 Volkstänze (Hyperion 3220216)
- 2010/11: 'The Queen of Cornwall' (Dutton 4951634, komponiert 1923 - 24)[2]

Weitere CDs siehe hier:

## Sonstiges
Boughtons Biograf Michael Hurd (* 1928) starb 2006.